# M. Welte & Sons
M. Welte & Sons in New York war die US-Niederlassung des Unternehmens M. Welte & Söhne. Sie wurde 1866 von Emil Welte gegründet und von ihm bis 1912 geführt. Die Firmenniederlassung war zuerst am 1236 Broadway.
Die Niederlassung in New York diente zuerst vor allem dem Verkauf der in Deutschland produzierten Orchestrien sowie der Betreuung der zahlreichen Kunden in den USA.
1912 wurde die Firma Teil der neu gegründeten M. Welte & Sons, Inc., einer Aktiengesellschaft mit Sitz in New York. In dieser Gesellschaft ging auch die 1906 zum Vertrieb der Welte-Mignon-Reproduktionsklaviere von Edwin Welte und Karl Bockisch gegründete Welte Artistic Player Company auf. Im selben Jahr wurde ein eigenes Fabrikationsgebäude in Poughkeepsie, N.Y. errichtet. Das neue Gebäude lag verkehrsgünstig an der Linie der New York Central Railroad. Produziert wurden neben den Reproduktionsklavieren auch Teile der 1911 auf den Markt gekommenen Welte-Philharmonie-Orgeln. Der hohe Zoll für den Import kompletter Instrumente aus Deutschland konnte durch die gemischte Fertigung aus deutscher und US-Produktion deutlich gemildert werden. Bis 1914 wurden in den USA rund 30 Philharmonie-Orgeln, meist in den Privathäusern der Superreichen, installiert.

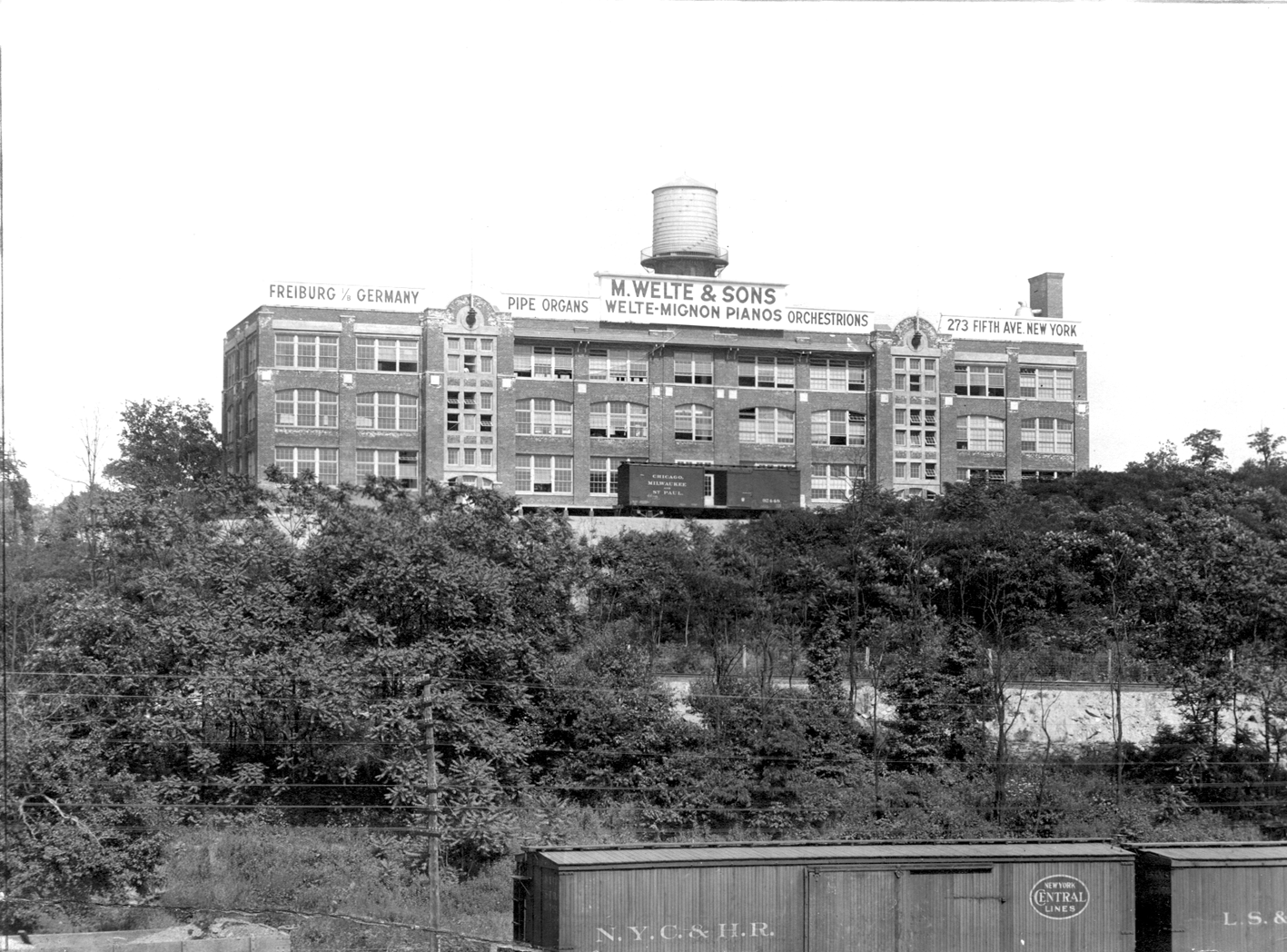
Welte & Sons in Poughkeepsie, Fabrik-Gebäude 1913/14. Im Vordergrund Güterwagen der New York Central Railroad & Hudson Railroad

Ab 1916 bekam die „Auto Pneumatic Action Company“ von Welte die Lizenz, eigene Klaviermodelle unter Verwendung der Welte-Mignon-Technik zu bauen. Diese Firma verwendete nun das modernere 11 ¼-Zoll Format für die Notenrollen nach der Buffalo Convention. Die Rollen wurden anfänglich von „M. Welte & Sons, Inc.“ geliefert. Die Wiedergabeapparatur wurde in Lizenz komplett von der „Auto Pneumatic Action Company“ hergestellt und an weitere Klavierhersteller verkauft, die ebenfalls Reproduktionsklaviere verkaufen wollte.
Insgesamt gab es in den USA fast 130 verschiedene Klaviermarken, die diese Welte-Mignon-Mechanik unter dem Namen Welte-Mignon Licensee in ihre Instrumente einbauten und verkauften. Von 1916 bis 1919 stellte M. Welte & Sons, Inc. die Rollen für diese Licensee-Instrumente in Poughkeepsie her. Nach 1920 musste Auto Pneumatic sich selbst mit Notenrollen versorgen. Dafür wurde eine neue Abteilung namens „De Luxe Reproducing Roll Corporation“ zur Produktion von sogenannten Licensee-Rollen gegründet. Die letzten neuen Welte-Mignon Licensee-Rollen kamen im Mai 1932 heraus. Damit endeten die Neuerscheinungen in den USA und die Welte-Mignon-Aufnahmen hörten auf. Ab Oktober 1933 übernahm die „QRS Music Inc.“ in Buffalo, N.Y. den Handel mit den noch verbliebenen Licensee-Rollen und verkaufte diese nach Bedarf.
Mit dem Kriegseintritt der USA im April 1917 wurden die in deutschem Besitz befindlichen Aktien der M. Welte & Sons., Inc. nach dem Gesetz zur Verwaltung feindlichen Eigentums (Alien Property Custodian Act) beschlagnahmt und im März 1919 öffentlich versteigert. Die Firma wurde aber von den neuen Eigentümern bereits im Mai 1919 an George W. Gittins weiterverkauft. Dieser verkaufte seinerseits das Werk in Poughkeepsie, überführte das restliche Firmeneigentum in die „Welte Mignon Corporation“ und verlegte den Sitz nach New York in den Stadtteil Bronx.
Die nun gebauten Instrumente hatten eine andere Technik als die ursprünglichen, auch die Notenrollen waren nicht mehr kompatibel. Die Instrumente wurden als „Welte-Mignon Original Pianos“ verkauft.
Durch die Einführung neuer Technologien wie Rundfunk und elektrische Schallplattenspieler um 1926 kam das Geschäft mit den aufwendigen Instrumenten nahezu zum Erliegen; weltweit brach die gesamte Branche zusammen. 1928 war auch die „Welte Mignon Corporation“ in ernsthaften finanziellen Schwierigkeiten.
Daher wurde die gesamte Abteilung Reproduktionsklaviere verkauft und die Herstellung von Instrumenten eingestellt; lediglich ein Service-Betrieb blieb weiter bestehen. Diese Welte Mignon Piano Service Co. unter dem aus Freiburg stammenden ehemaligen Welte-Angestellten Otto Kremp bestand noch bis in die 1940er Jahre.
Die Orgelabteilung wurde von Donald Tripp erworben, der sie später an die „W. W. Kimball Company“, eine Orgelbaufirma aus Chicago, Illinois, verkaufte.